# Davor Majetić
Davor Majetić (Zagreb, 14. svibnja 1967.) hrvatski je menadžer.

## Životopis

### Obrazovanje
Diplomirao je na  Fakultetu elektrotehnike i računarstva u Zagrebu.

### Karijera
Veći dio profesionalnog života proveo je u Microsoftu kao menadžer za marketing odnosno direktor prodaje odgovoran za međunarodna tržišta (Hrvatska, Bosna i Hercegovina,  Srbija, Makedonija i Albanija) te kao glavni izvršni direktor od 2002. do 2008. Od 2008. do 2010. bio je glavni izvršni direktor tvrtke Atento koju je osnovao s Boranom Lončarićem i Nikolom Dujmovićem.
Od 2010. do 2020. obnašao je dužnost glavng direktora Hrvatske udruge poslodavaca.

## Priznanja
- Nagrada CROMA za menadžera godine u kategoriji za srednje velike tvrtke 2006.[2]
- Nagrada za najbolje malo gospodarstvo u Hrvatskoj 2005.[2]

## Vanjske poveznice
- HUP – Hrvatska udruga poslodavaca
- Tportal.hr – Majetić: Građane zanimaju stvarne reforme, a ne brojke